# La penya del pollastre
La penya del pollastre, originalment Cocotte minute en francès i Chicken Minute en anglès, és una sèrie de televisió canadenca de titelles. Aquesta sèrie ha estat doblada i emesa en català. Va ser estrenada en català al canal de televisió TV3, dins del programa infantil Club Super 3, el 18 de maig de 1993.

## Sinopsi
Es tracta d'una sèrie musical on, en cada episodi, es narra una de les aventures quotidianes d'un grup d’animals que viuen als aiguamolls. Les aventures dels personatges són sempre acompanyades pels ritmes de músiques com el jazz, el rhythm'n'blues, el blues, el cajun o el dixie, entre d'altres.